# پایک قنات
پایک قنات ( Belonesox belizanus )، که بیشتر به عنوان کیلی‌‌فیش پایک شناخته می شود و گاهی اوقات به عنوان تاپ‌مینو نیز شناخته می شود،   گونه ای از رنگین‌ماهیان بومی مکزیک تا نیکاراگوئه است.   این گونه به فلوریدای ایالات متحده آمریکا نیز معرفی شده است.    پایک قنات تنها عضو شناخته شده از جنس خود است.  پایک قنات یا تاپ‌مینو در سال 1860 توسط رودولف کنر ، ماهی‌شناس اتریشی،  توصیف شد. نام "بلیز" محل کشف گونه بعنوان نماد به آن اضافه کرد که در نام خاص این گونه منعکس شده است. 

## در آکواریوم
این ماهی را می توان در تجارت آکواریوم یافت، اما جزو گونه هایی است که براحتی نمیتوان د آکواریوم نگهداری کرد..

## مراجع
1. 1 2 3  Froese, Rainer, and Daniel Pauly, eds. (2006). "Belonesox belizanus" in FishBase. April 2006 version.
2. ↑  "Pike Killifish". Florida Museum (به انگلیسی). 2020-04-14. Retrieved 2022-04-30.
3. 1 2  Palmer-Newton, A. (2019). "Belonesox belizanus". IUCN Red List of Threatened Species. 2019: e.T191721A2000068. doi:10.2305/IUCN.UK.2019-2.RLTS.T191721A2000068.en. Retrieved 19 November 2021.
4. ↑  Courtenay, Walter R. Jr.; Sahlman, Harry F.; Miley, Woodard W.; Herrema, David J. (1974). "Exotic fishes in fresh and brackish waters of Florida". Biological Conservation. 6 (4): 292–302. doi:10.1016/0006-3207(74)90008-1.
5. ↑  Christopher Scharpf; Kenneth J. Lazara (26 October 2019). "Order CYPRINODONTIFORMES: Families POECILIIDAE, ANABLEPIDAE, VALENCIIDAE, APHANIIDAE and PROCATOPODIDAE". The ETYFish Project Fish Name Etymology Database. Christopher Scharpf and Kenneth J. Lazara. Retrieved 26 October 2019.